# アンリ・エグティゼ
アンリ・エグティゼ（Anri Egutidze ジョージア語 ანრი ეგუტიძე　1996年3月1日 - ）はポルトガルの柔道選手。ジョージア出身。階級は81kg級と90㎏級。

## 経歴
2016年のヨーロッパジュニア81㎏級で2位になった。2018年の地中海競技大会では3位だった。2019年のグランドスラム・バクー2回戦では試合中にスマホを畳に落としたことで、スマホを畳に持ち込んだことが発覚して失格となった。ヨーロッパ競技大会では2位になった。2021年の世界選手権では準々決勝でオランダのフランク・デ・ウィットに敗れるも、その後の敗者復活戦を勝ち上がって3位になった。2021年7月に日本武道館で開催された東京オリンピックでは初戦で敗れた。その後階級を90㎏級に上げると、グランドスラム・パリで3位になった。2022年8月にはエグティゼを始めテルマ・モンテイロ、バルバラ・ティモなど7名の選手が、ポルトガル柔道連盟会長のジョルジ・フェルナンデスに対して公開書簡を送付した。新型コロナウイルス対策としてフェルナンデスが居住するコインブラでの研修をほぼ毎週末に強いることや、精神面の不安定さについて語ることを禁ずること、ティモやエグティゼといった他国出身の選手に対する差別的取り扱いなどへの善処を求める内容となっている。
IJF世界ランキングは2752ポイント獲得で21位(23/6/5現在)。

## 主な戦績
81㎏級での戦績
- 2016年 - ヨーロッパジュニア　2位
- 2017年 - グランドスラム・東京　5位
- 2018年 - グランプリ・アガディール　3位
- 2018年 - グランプリ・トビリシ　2位
- 2018年 - ヨーロッパ選手権　5位
- 2018年 - 地中海競技大会　3位
- 2018年 - グランプリ・ザグレブ　3位
- 2018年 - グランドスラム・大阪　5位
- 2019年 - ヨーロッパ競技大会　2位
- 2019年 - グランドスラム・ブラジリア　3位
- 2021年 - ヨーロッパ選手権　5位
- 2021年 - 世界選手権　3位
- 2021年 - グランドスラム・パリ 3位(90㎏級)
- 2023年 - グランプリ・ドゥシャンベ　3位

(出典、JudoInside.com)